# Mohamed El Shenawy
Mohamed El Sayed Mohamed El Shenawy Gomaa (arabiska: محمد السيد محمد الشناوي جمعة), född 22 december 1988, är en egyptisk fotbollsmålvakt som spelar för Al-Ahly och Egyptens landslag.

## Klubbkarriär
El Shenawy började spela fotboll i El Hamoul SC innan han som 14-åring 2002 gick till Al-Ahly. El Shenawy spelade inga ligamatcher för A-laget innan han släpptes av klubben 2009. Han gick därefter till ligakonkurrenten Tala'ea El Gaish i Egyptiska Premier League. Han var under en del av sin tid i El Gaish utlånad till Haras El-Hodood.
Under 2013 gick El Shenawy till Petrojet. I juli 2016 blev han klar för en återkomst i Al-Ahly.

## Landslagskarriär
El Shenawy debuterade för Egyptens landslag den 23 mars 2018 i en 2–1-förlust mot Portugal. I maj 2018 blev han uttagen i Egyptens trupp till VM 2018 i Ryssland.
I december 2021 blev El Shenawy uttagen i Egyptens trupp till Afrikanska mästerskapet 2021 i Kamerun.

## Meriter
Al-Ahly
- Egyptiska Premier League: 2007/2008, 2016/2017, 2017/2018, 2018/2019, 2019/2020
- Egyptiska cupen: 2016/2017, 2019/2020
- Egyptiska supercupen: 2017, 2018
- Caf Champions League: 2019/2020, 2020/2021
- Caf Super Cup: 2020, 2021